# Горковенко, Алексей Степанович
Алексей Степанович Горковенко (Горкавенко) (1821—1876) — вице-адмирал Российского императорского флота, переводчик.

## Биография
Начальное воспитание получил в Александровском кадетском корпусе для малолетних, из которого в 1832 году поступил в Морской кадетский корпус. Был выпущен из корпуса мичманом в 1837 году; оставлен при офицерских классах и на действительную воинскую службу определён только в 1841 году.
А. С. Горковенко участвовал нескольких походах в Атлантическом океане и в Средиземном море; но, в результате несчастного случая, получил серьёзный ушиб головы при падении с мостика пароходо-фрегата «Камчатка» и после этого вынужден был перейти на береговую службу.
В 1853 году он был послан командованием в качестве представителя от Российской империи на морскую метеорологическую конференцию в Брюсселе, по окончании которой он совершил служебную поездку по Соединённым Штатам Америки.
По окончании Крымской войны, в течение которой Алексей Степанович Горковенко состоял при начальнике Кронштадтского порта, 26 августа 1856 года произведен в капитаны 2-го ранга и был назначен адъютантом генерал-адмирала великого князя Константина Николаевича и воспитателем Его Императорского Высочества великого князя Николая Константиновича. 3 февраля 1857 года зачислен в Гвардейский экипаж. 21 мая 1858 года произведен в капитаны 1-го ранга.
28 марта 1860 года Горковенко получил назначение на должность вице-директора гидрографического департамента, которым и оставался в течение последующих четырнадцати лет. В 1862 году награжден орденом Св. Владимира III степени. 1 января 1865 года произведен в чин контр-адмирала с зачислением 1 января 1866 года в Свиту Его Императорского Величества. 1 января 1874 года произведен в вице-адмиралы с назначением членом учёного отделения Морского Технического комитета.
Одновременно он исполнял различные побочные поручения; так, в 1864 году Горковенко осматривал маяки и гидрографические учреждения иностранных государств, а в 1875 году, уже будучи членом ученого отделения Морского технического комитета, был командирован на географический конгресс в город Париж; но из-за болезни был вынужден возвратиться в Санкт-Петербург, где и умер 18 (30) апреля 1876 года. Был похоронен на Никольском кладбище Александро-Невской лавры.